# Medaglia Goethe

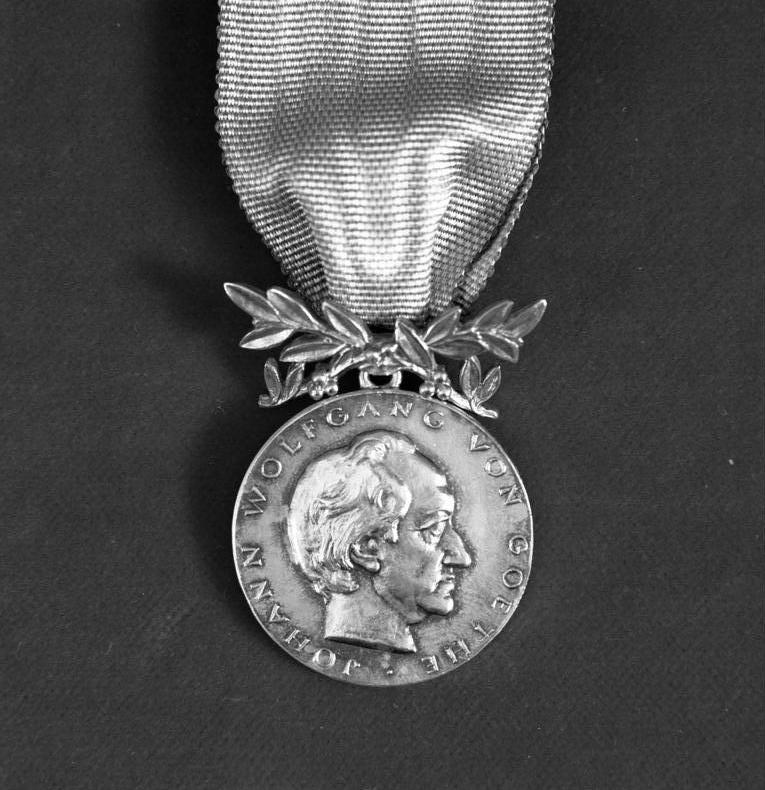
Medaglia Goethe, dritto - vecchio modello (fino al 2002)

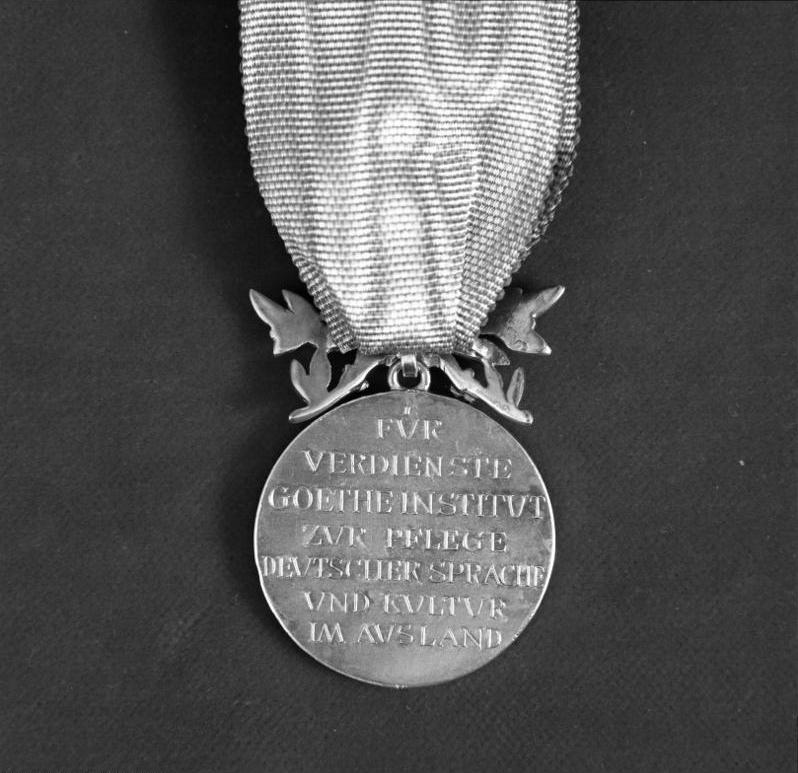
Medaglia Goethe, retro - vecchio modello (fino al 2002)

La medaglia di Goethe è un premio che viene assegnato ogni anno dal Goethe-Institut per le attività di supporto della lingua tedesca all'estero e per promuovere la cooperazione culturale internazionale sin dal 1955. È stato istituito della Repubblica Federale Tedesca dal 1975. La medaglia viene assegnata ai sensi dell'articolo 2 dello statuto per l'assegnazione della medaglia Goethe (cfr. BGBl. I S. 522, 523) in generale per "speciali servizi scientifici o letterari, didattici, organizzativi a beneficio della mediazione tra la cultura tedesca o la cultura dei paesi partner". Viene assegnato ai tedeschi solo in casi eccezionali. Dal 2008, il giorno del premio, il 28 agosto, cade nel compleanno di Johann Wolfgang von Goethe.

## Vincitori

### Ex vincitori(selezione)
- Camilla Lucerna (1955)
- Eben Gowrie Waterhouse (1957)
- Walter Horace Bruford (1958)
- Eugen Löffler (1958)
- Richard Samuel (1958)
- Robert Minder (1961)
- Franz Thierfelder (1961)
- Walter A. Berendsohn (1963)
- Jean Fourquet (1963)
- Pierre-Paul Sagave (1963)
- Marian Szyrocki (1963)
- Max Grasmann (1964)
- Gustav Korlén (1965)
- Roy Pascal (1965)
- Vittorio Santoli (1965)
- Richard Wolf (1965)
- Herman Meyer (1966)
- Ladislao Mittner (1966)
- Eduard Goldstücker (1967)
- Viktor Schirmunski (1967)
- Erich Heller (1968)
- Robert Schinzinger (1968)
- Heinz Politzer (1969)
- Cornelis Soeteman (1969)
- Pierre Bertaux (1970)
- William G. Moulton (1970)
- Max Wehrli (1970)
- Peter Demetz (1971)
- Udo Rukser (1971)
- Nishitani Keiji (1972)
- Viktor Žmegač (1974)
- Bernhard Böschenstein (1975)
- Joseph Breitbach (1975)
- Alfred Grosser (1975)
- Pierre-Paul Sagave (1976)
- Rudolf Ernst Keller (1981)
- Li Guohao (1982)
- Werner Kraft (1982)
- Alokeranjan Dasgupta (1985)
- Johannes Edfelt (1985)
- Gordon A. Craig (1987)
- Pierre Bourdieu
- Bruno Bettelheim
- Pierre Boulez
- Ernst Gombrich
- Michael Hamburger
- Giorgio Strehler

### 1990
- Eda Sagarra, direttrice dell'Institute for German Studies, Trinity College di Dublino
- György Ligeti, compositore
- Hilde Spiel, scrittrice, traduttrice e giornalista
- Hubert Orlowski, professore di studi tedeschi, Università di Poznan
- Thomas Messer, storico dell'arte

### 1991
- Hans Sahl, scrittore, traduttore e giornalista
- Leslie Bodi, capo del dipartimento tedesco della Monash University di Melbourne
- Panajotis Kondylis, editore
- Sir Eduardo Paolozzi, scultore
- Jan Hoet, Curatore, Direttore artistico Documenta IX

### 1992
- Hugo Rokyta, storico letterario e ambientalista
- Sir Karl Raimund Popper, filosofo e teorico della scienza
- Elisabeth Augustin, scrittrice

### 1993
- Adam Krzemiński, germanista e pubblicista
- José Maria Carandell, saggista e scrittore
- Michel Tournier, scrittore
- Patrice Chéreau, regista teatrale e cinematografica

### 1994
- Paolo Chiarini, Professore ordinario di studi tedeschi, Università degli Studi di Roma La Sapienza
- István Szabó, regista
- Graciela Paraskevaídis, compositore
- Billy Wilder, regista
- Per Øhrgaard, professore di filologia tedesca, Università di Copenaghen

### 1995
- Ada Brodsky, autrice e traduttrice
- Laila Naim, scrittrice e filosofa
- José Maria Perez Gay, scrittore e traduttore
- Naum Kleiman, storico del cinema
- Isang Yun, compositore
- Hermann Walther von der Dunk, storico

### 1996
- Suzanne Pagé, storica dell'arte
- Philip Brady, capo della facoltà di tedesco, Università di Londra
- Naoji Kimura, Cattedra di studi tedeschi, Tokyo Sophia University
- İoanna Kuçuradi, filosofo
- Jan Křen, storico

### 1997
- Gian Enrico Rusconi, politologo
- Rolf Liebermann, compositore e autore
- Nam June Paik, artista video e compositore
- Sebastian K. Bemile, linguista, germanista e traduttore
- Miguel Sáenz Sagaseta de Ilúrdoz, autore e traduttore

### 1998
- Ralf Dahrendorf, pubblicista e scienziato culturale
- Sudhir Karar, psicoanalista e autore
- Takashi Oshio, professore di studi tedeschi, Università di Chuo, Tokyo
- Joao Barrento, saggista, traduttore e critico letterario
- Claire Kramsch, Professore di studi tedeschi, Università di Berkeley

### 1999
- Michel Battalion, produttore teatrale
- Dani Karavan, pittore, scultore, artista installatore
- Leoluca Orlando, scienziato legale e politico
- Jiří Gruša, scrittore, poeta e diplomatico
- Andrei Pleşu, teologo e politico

### 2000
- Nicholas Boyle
- György Konrád
- Daniel Libeskind
- Sayara Sayın
- George Tabori
- Abdel-Ghaffar Mikkawy

### 2001
- Adone
- Sofia Gubaidulina
- Gerardo Marotta
- Werner Spies

### 2002
- W. Michael Blumenthal
- Georges-Arthur Goldschmidt
- Francisek Grucza
- Touradj Rahnema
- Antonio Skármeta

### 2003
- Lenka Reinerová
- Jorge Semprun

### 2004
- Mohan Agashe
- Imre Kertész
- Paul Michael Lützeler
- Anatoli A. Michailow
- Sérgio Paulo Rouanet

### 2005
- Samuel Assefa
- Ruth Klüger
- Dmytro Volodymyrovych Satonsky
- Yōko Tawada
- Simone Young

### 2006
- Vera San Payo de Lemos
- Giwi Margwelaschwili
- Disse

### 2007
- Daniel Barenboim, pianista e direttore israeliano
- Dezső Tandori, scrittore e traduttore ungherese
- Kim Min-ki, regista teatrale sudcoreano, regista e cantautore

### 2008
- Gholam Dastgir Behbud, germanista afgano
- Bernard Sobel, regista teatrale francese
- John E. Woods, traduttore americano

### 2009
- Lars Gustafsson, scrittore e filosofo svedese
- Victor Scoradeţ, critico teatrale e traduttore rumeno
- Sverre Dahl, traduttore norvegese

### 2010
- Ágnes Heller, filosofo ungherese
- Fuad Rifka, traduttore libanese, poeta e filosofo
- John Spalek, germanista americano e ricercatore in esilio

### 2011
- John le Carré, scrittore britannico
- Adam Michnik, pubblicista polacco
- Ariane Mnouchkine, regista teatrale francese

### 2012
- Bolat Atabayev, autore kazako, regista teatrale e difensore dei diritti umani
- Dževad Karahasan, scrittore bosniaco, drammaturgo, saggista e studioso letterario
- Irena Veisaitė, studiosa di teatro lituana

### 2013
- Mahmoud Hosseini Zad, scrittore e traduttore iraniano
- Naveen Kishore, editore e artista indiano
- Petros Markaris, autore greco e presidente del National Book Centre of Greece

### 2014
- Krystyna Meissner, regista e direttore artistico polacco
- Gerard Mortier, regista belga di opera e teatro
- Robert Wilson, regista americano

### 2015
- Sadik Al-Azm, filosofo e autore siriano
- Neil MacGregor, storico dell'arte britannico e direttore del museo
- Eva Sopher, responsabile culturale brasiliana e presidente della Fondazione Theatro São Pedro

### 2016
- Akinbode Akinbiyi, fotografo nigeriano
- Yuriy Andrukhovych, scrittore ucraino
- Dawit Lortkipanidse, direttore del museo georgiano

### 2017
- Urvashi Butalia, editore indiano
- Emily Nasrallah, scrittrice libanese
- Irina Scherbakowa, attivista russa per i diritti civili

### 2018
- Heidi e Rolf Abderhalden (fratelli), produttori di teatro colombiani (Mapa Teatro, Bogotá)
- Claudia Andujar, fotografa e attivista per i diritti umani svizzero-brasiliana
- Péter Eötvös, compositore e direttore ungherese

### 2019
- Doğan Akhanlı, scrittore tedesco di origine turca
- Shirin Neshat, artista e regista iraniano
- Enkhbat Roozon, editore mongolo, libraio e pubblicista politico

### 2020
- Elvira Espejo Ayca, artista boliviana e direttore del museo
- Ian McEwan, scrittore britannico
- Zukiswa Wanner, scrittore, editore e curatore sudafricano[1]

### 2021
- Marilyn Douala Bell, economista camerunese
- Toshio Hosokawa, compositore giapponese
- Wen Hui, coreografa cinese[2]